# 周敏圭

周敏圭（韓語： Joo Min-kyu，1990年4月13日－），韩国足球运动员，司职前锋，现效力于K聯賽1俱乐部大田市民，並為韓國國家足球隊成員。
2014年他被高阳Hi FC选中，2015年加盟新球队首尔衣恋足球俱乐部并成为球队进攻主力。

## 國家隊生涯
2024年3月20日，周敏圭獲韓國國家足球隊徵召參加2026年世界盃亞洲區外圍賽第二圈對陣泰國的賽事，這是他首次入選韓國國家隊。

## 榮譽
濟州聯
- K聯賽2冠軍：2020

蔚山現代
- K聯賽1冠軍：2023、2024

個人
- K聯賽1top scorer：2021、2023
- K聯賽1Best XI：2021、2022、2023

## 資料来源
1. ↑  Soccerway資料庫：周敏圭
2. ↑  . Sportal Korea. 2013-02-17  [2015-07-13]. （原始内容存档于2015-01-09） （韩语）.